# Albert Lortzing

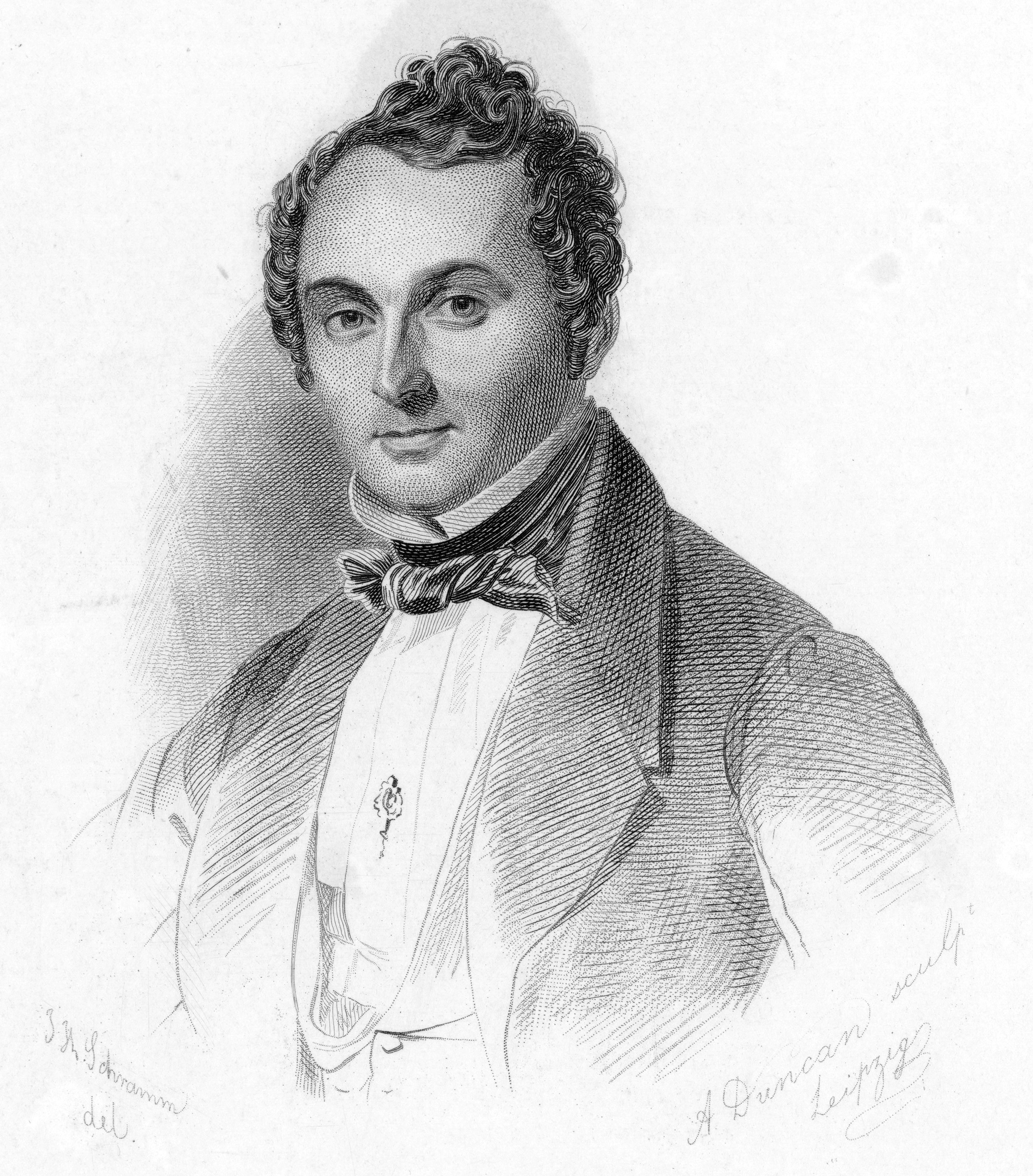
Albert Lortzing (um 1835, Stich nach Johann Heinrich Schramm).
Lortzings Unterschrift:

Gustav Albert Lortzing (* 23. Oktober 1801 in Berlin; † 21. Januar 1851 ebenda) war ein deutscher Komponist, Librettist, Schauspieler, Sänger und Dirigent. Er gilt als Hauptrepräsentant der deutschen Spieloper.

## Leben
Albert Lortzing wurde als Sohn des ehemaligen Lederhändlers Johann Gottlieb Lortzing (1775–1841) und dessen Ehefrau Charlotte Sophie geb. Seidel (1780–1845) geboren. Die Eltern gründeten die Berliner Theatergesellschaft „Urania“ und machten ihr Hobby zum Beruf. Sie gaben das Geschäft auf und zogen als Schauspieler („Gaukler“) durch fast alle deutschen Provinzen. 1811 zog die Familie nach Breslau an das dortige Theater. Im Sommer 1813 hatten sie ein Engagement in Bamberg, anschließend in Coburg, dann in Straßburg, in Baden-Baden und in Freiburg. Der erste Bühnenauftritt des Sohnes war im Kornhaus am Freiburger Münster, wo der 12-Jährige in den Pausen „unter lebhaftem Beifall“ das Publikum mit komischen Gedichten entzückte.
Ab 1817 gehörte Familie Lortzing zum Ensemble von Josef Derossi im Rheinland, die als Wanderschauspieler unter anderem im Alten Komödienhaus Aachen, in Bonn, Düsseldorf, Barmen und Köln auftraten. Der junge Lortzing wurde zum Publikumsliebling in den Rollenfächern Naturbursche, „jugendlicher Liebhaber“ und Bonvivant, aber auch als Sänger (Tenor) engagiert. Das musikalische und insbesondere kompositorische Rüstzeug erhielt er als Schüler des Berliner Komponisten, Musikpädagogen und Sing-Akademie-Direktors Carl Friedrich Rungenhagen, in dessen Chor er auch als Tenor sang.
Am 30. Januar 1824 heirateten Lortzing und die Schauspielerin Rosina Regina Ahles. Das Ehepaar hatte elf Kinder, von denen sechs das Kindesalter überlebten. Ab Herbst 1826 gehörte das junge Ehepaar Lortzing zum Hoftheater in Detmold, das auch Münster und Osnabrück bespielte. Lortzing wurde am 3. September 1826 in die Freimaurerloge „Zur Beständigkeit und Eintracht“ in Aachen aufgenommen. In Detmold komponierte er u. a. das Oratorium Die Himmelfahrt Christi, das in Münster uraufgeführt wurde, freilich mit einer Rüge des Münsterschen Regierungspräsidenten, da der Schauspieler Lortzing „als Compositeur durchaus keinen Ruf“ habe.

Hoftheater Detmold

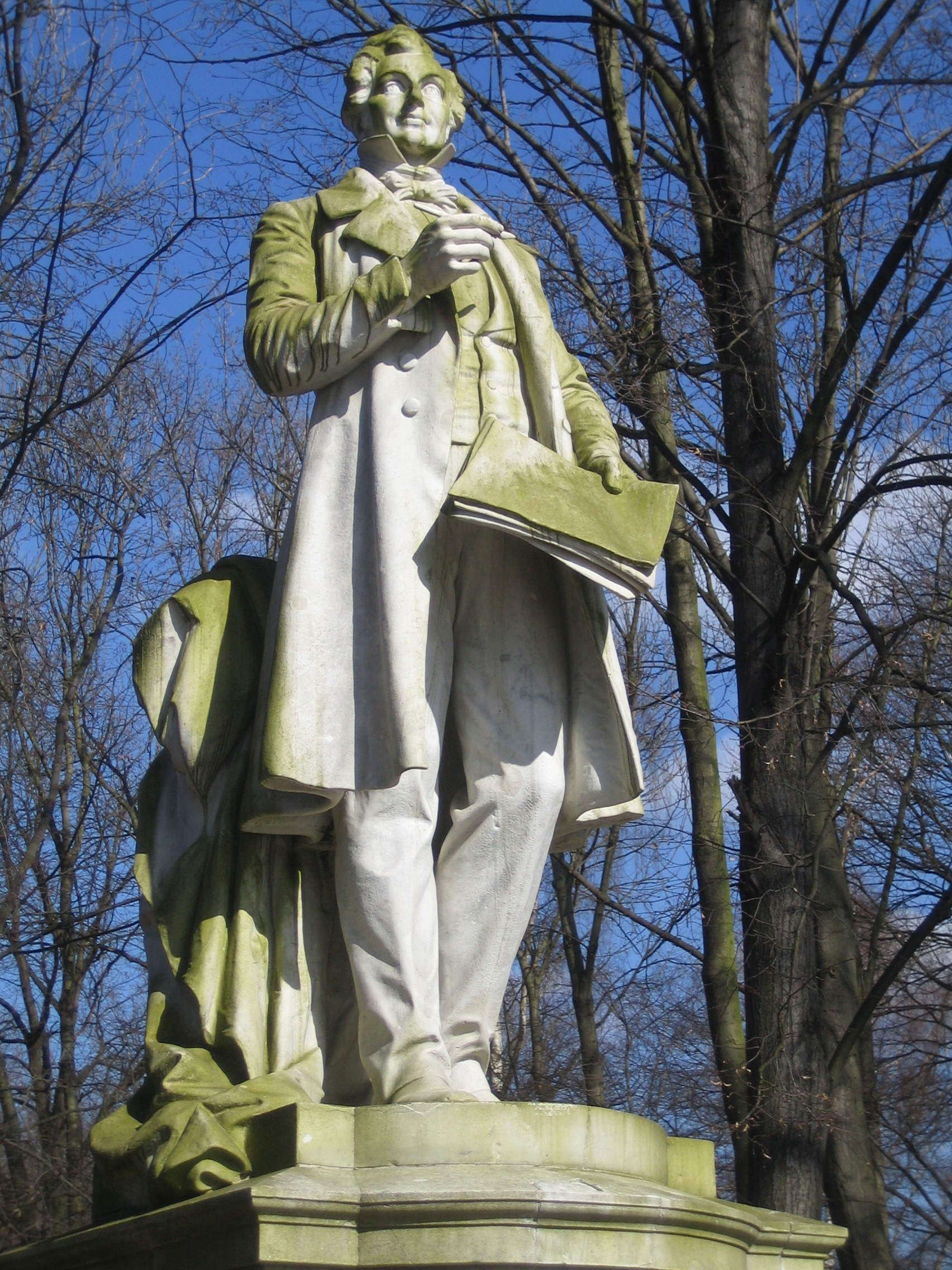
Standbild Lortzings von Gustav Eberlein im Tiergarten, Berlin

In Detmold kam es zu einem Streit mit dem exzentrischen Dichter Christian Dietrich Grabbe, der jedoch bald beigelegt wurde. Für Don Juan und Faust, Grabbes einziges Drama, das zu dessen Lebzeiten auf eine Bühne kam, hatte Lortzing Bühnenmusik komponiert; er selbst trat in der Rolle des Don Juan auf, seine Frau als Donna Anna, wofür Lortzing in einer Frankfurter Zeitung von einem Anonymus eine überschwänglich lobende Kritik erhielt. Gepriesen wurde freilich auch das Drama „dieses genialen Dichters“. Rezensent war der geniale Dichter selbst – es war damals nicht unüblich, Eigenwerbung in Form von Rezensionen zu betreiben.

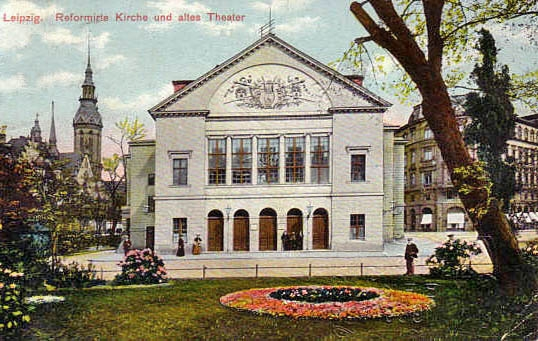
Altes Leipziger Stadttheater, 1906

Am 3. November 1833 gaben die jungen Lortzings ihr Debüt am Leipziger Stadttheater, wo seit 1832 auch Lortzings Eltern Mitglieder des Ensembles von Friedrich Sebald Ringelhardt waren. Hier wurde Albert Lortzing Mitglied des Künstlerclubs Tunnel über der Pleiße, und 1834 schloss er sich der Leipziger Freimaurerloge „Balduin zur Linde“ an. Von 1833 bis 1838 wohnte Lortzing mit seiner Familie im Leipziger Naundörfchen (Nr. 1008), zog dann in die Frankfurter Straße (Nr. 1086, neben der Großen Funkenburg) und erst im Frühjahr 1844 in das Gartenhaus der Funkenburg, das oft als einziger Leipziger Wohnsitz angegeben wird.

Lortzings Wohnhaus in Leipzig 1844–1846

Im Leipziger Ensemble war Lortzing überaus beliebt, glänzte vor allem in Nestroy-Komödien. Seine Neigung zum Improvisieren, zum Abweichen vom genehmigten Rollentext, machte ihn allerdings zum Problemfall für die Theaterpolizei. Auch seine ersten komischen Opern hatten es unter der Leipziger Zensur nicht einfach. Die Oper Zar und Zimmermann, in der es um eine bornierte Obrigkeit geht, wurde am 22. Dezember 1837 in Leipzig uraufgeführt. Lortzing sang selbst den Peter Iwanow. Doch erst die Berliner Aufführung 1839 wurde ein umjubelter Erfolg und brachte den Durchbruch.

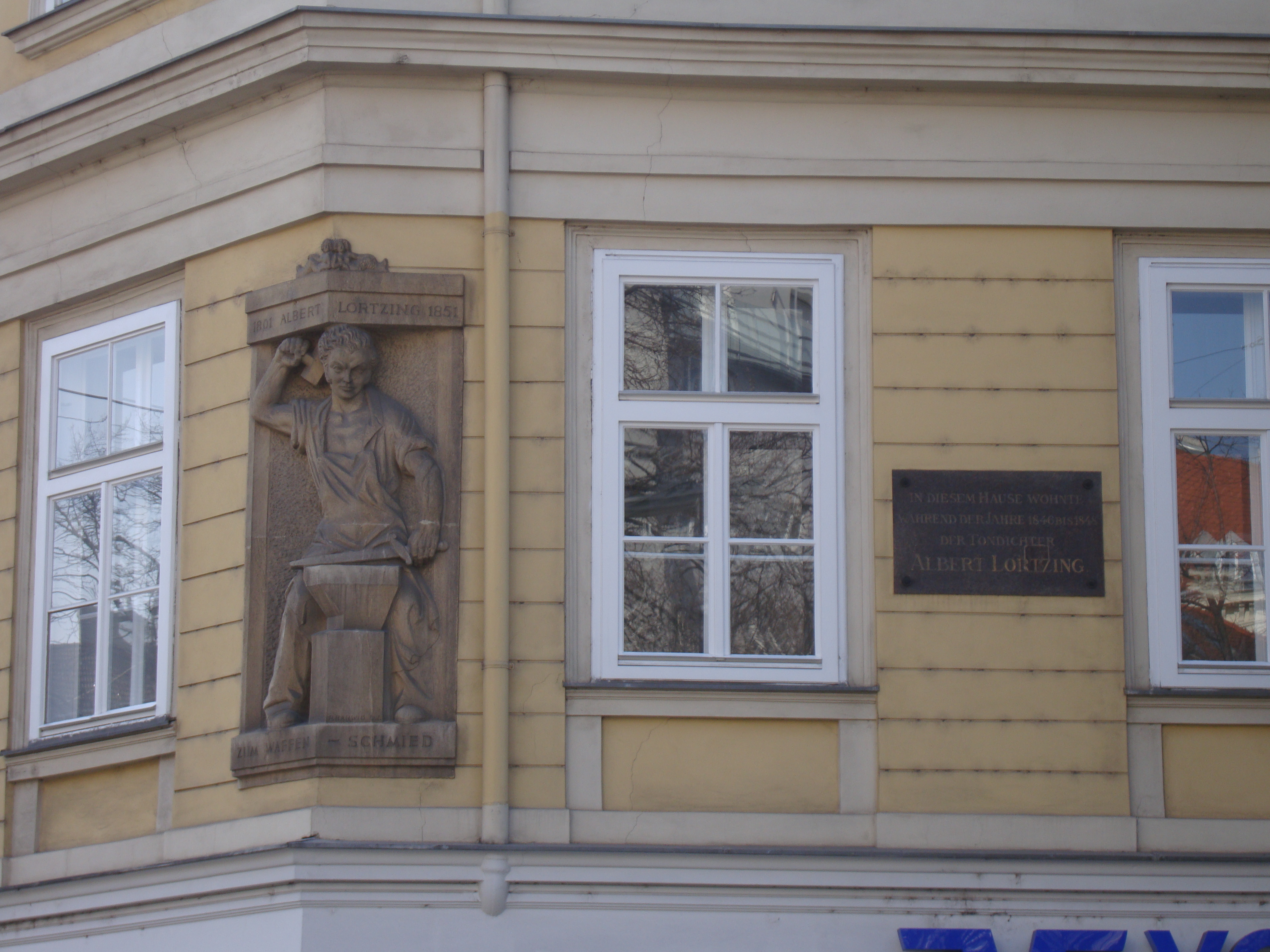
Waffenschmied-Relief und Gedenktafel am Wiener Wohnhaus Lortzings auf der Wieden

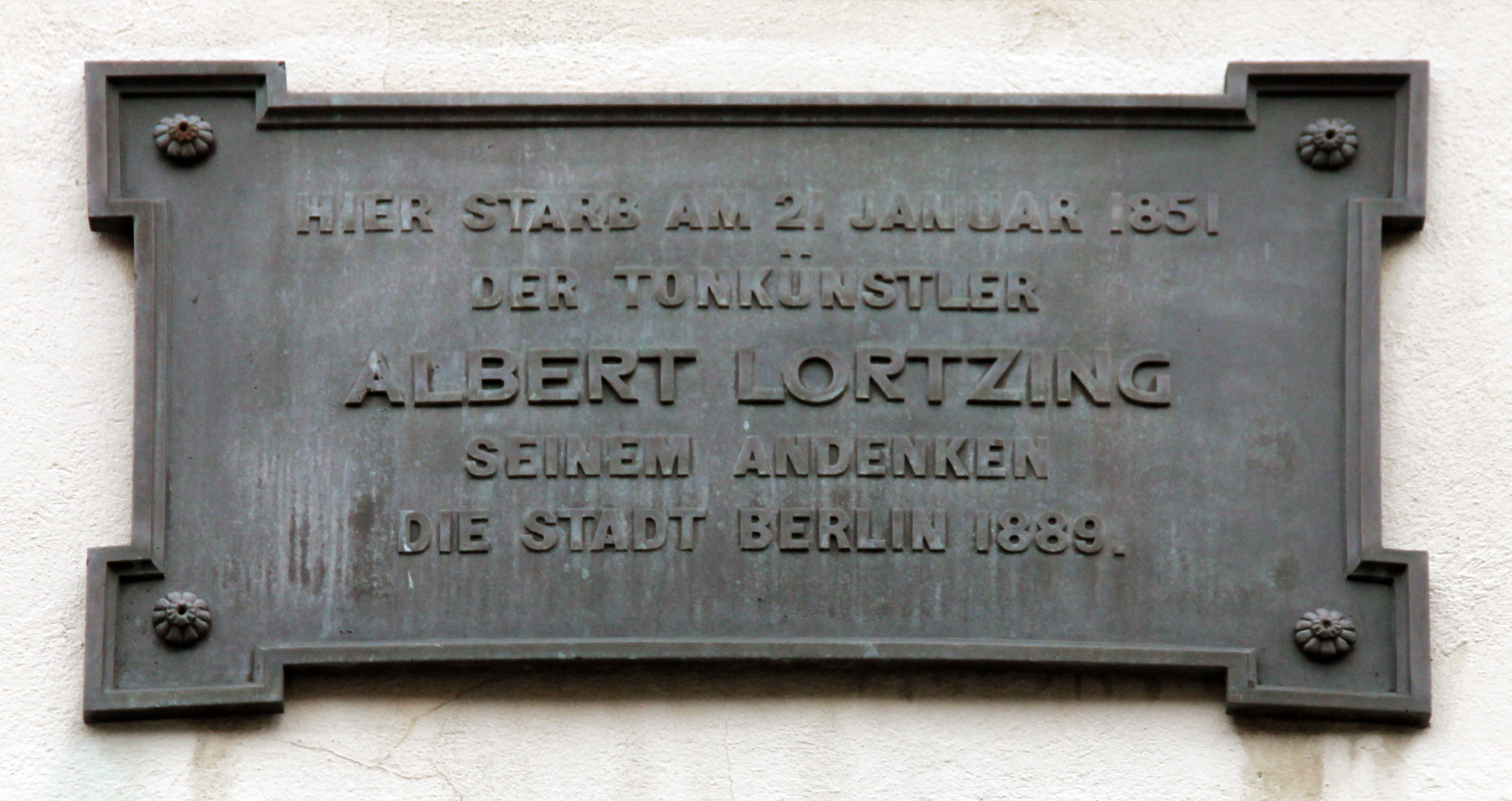
Gedenktafel am Haus Luisenstraße 53 in Berlin-Mitte

1844 wurde Lortzing Kapellmeister am Stadttheater Leipzig. Im April 1845 waren seine „rheumatischen Beschwerden“ der vorgeschobene Grund für eine Kündigung. An seiner Entlassung konnten auch die wiederholten Proteste des Publikums nichts ändern. In einem offenen Brief, den fast alle im Ensemble unterschrieben, hatte er gegen Maßnahmen des Stadtrats Einspruch erhoben.
Zwischen 1845 und 1847 wirkte Lortzing als Kapellmeister am Theater an der Wien. 1846 entstand hier die komische Oper Der Waffenschmied und 1848 schrieb er – ganz im Sinne der zeitgenössischen Freiheitsbewegung (vgl. Märzrevolution) – Text und Musik seiner politischen Oper Regina, benannt nach seiner Frau, ein Werk, in dem es nach heutigen Begriffen um Arbeitskampf, aber auch um Selbstmordterror geht. Letzte abendfüllende Oper war 1849 seine Märchensatire auf den Militärstaat Preußen Rolands Knappen, worin z. B. im Kehrreim gefragt wird: „Und das soll eine Weltordnung sein?“

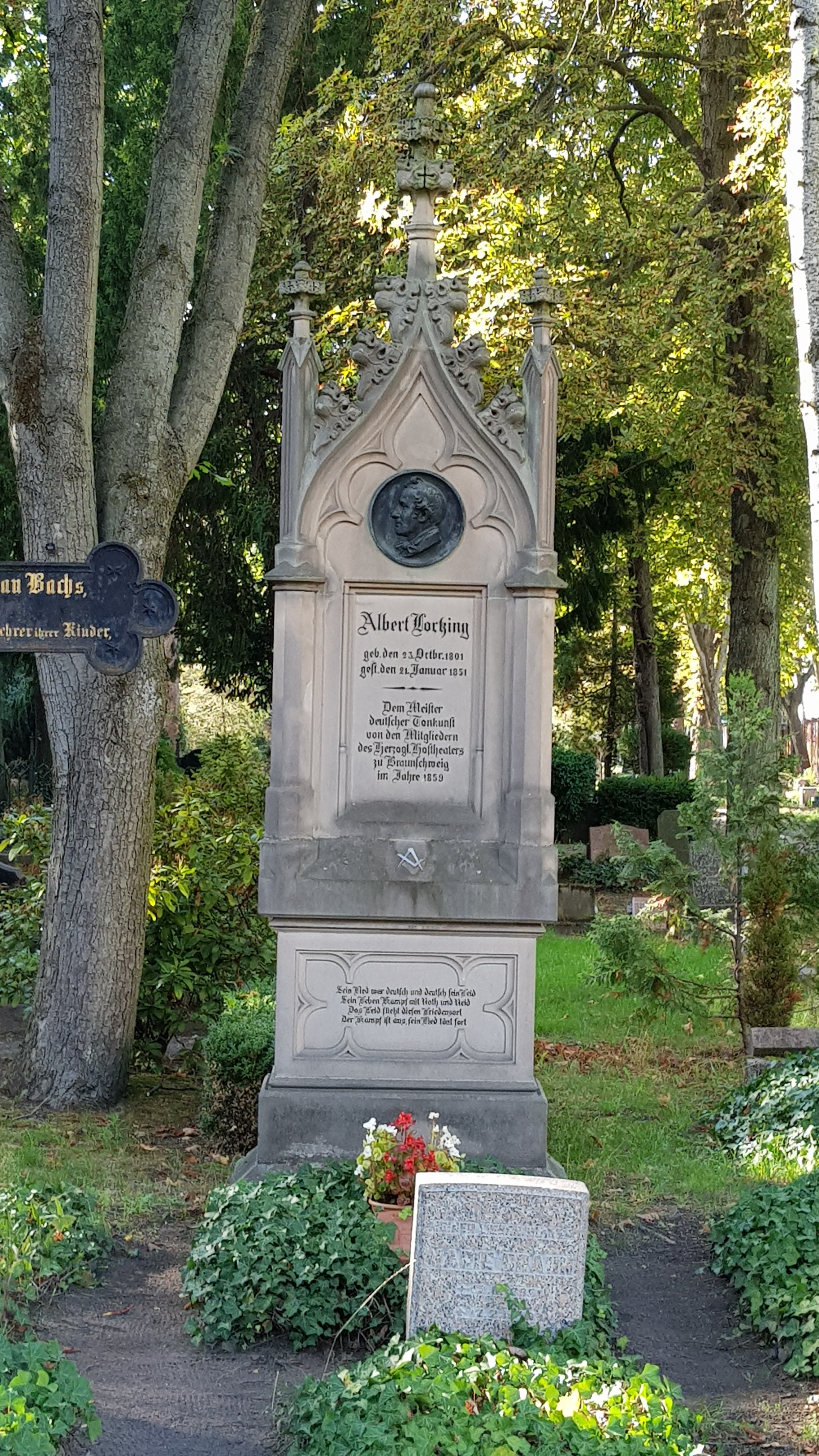
Grabmal auf dem Sophien-Friedhof II. in Berlin-Mitte (2020)

1848 verlor er sein Engagement und musste, um mit der großen Familie zu überleben, noch einmal Engagements als Schauspieler antreten (Gera, Lüneburg). 1850 wurde er in Berlin Kapellmeister am neu eröffneten Friedrich-Wilhelm-Städtischen Theater. Am Morgen des 21. Januar 1851 starb Albert Lortzing, überarbeitet und hochverschuldet. Zur Beerdigung auf dem II. Sophien-Friedhof in Berlin-Mitte vier Tage später fanden sich u. a. Giacomo Meyerbeer, Heinrich Dorn, Wilhelm Taubert und Carl Friedrich Rungenhagen ein. Lortzings Theaterkollegen hatten seinen Sarg mit den – an die gescheiterte Revolution von 1848/1849 erinnernden – Farben Schwarz-Rot-Gold ausgekleidet. Das Ehrengrab der Stadt Berlin mit einem Denkmal, gesetzt von den Mitgliedern des Herzoglichen Hoftheaters in Braunschweig, befindet sich in der Abt. IX-6-47/48.
In Berlin hatte sich zu Beginn des 20. Jahrhunderts ein Komitee zur Errichtung eines Denkmals für den Komponisten gegründet, dem Kaiser Wilhelm II. aus dem Dispositionsfonds 1000 Mark zukommen ließ.
In zahlreichen deutschen Städten wird mit einer Lortzingstraße seiner gedacht. In Dortmund gibt es den Lortzingplatz.

## Werke (Auswahl)
- Die Himmelfahrt Christi, Oratorium (Münster, 15. November 1828)
- Ali Pascha von Janina oder Die Franzosen in Albanien (Münster 1828)
- Szenen aus Mozarts Leben (Münster 1832)
- Der Weihnachtsabend (Münster 1832)
- Der Pole und sein Kind oder Der Feldwebel vom IV. Regiment (Osnabrück 1832) archive.org[7]
- Andreas Hofer, Liederspiel (entstanden in Detmold 1832, zu Lebzeiten Lortzings nicht aufgeführt, Uraufführung 2014 im Eduard-von-Winterstein-Theater in Annaberg-Buchholz, Sachsen) archive.org
- Die Schatzkammer des Ynka (1836; nicht aufgeführt, gilt heute als verschollen)des Werkes
- Die beiden Schützen (Leipzig 1837)
- Zar und Zimmermann (Leipzig 1837)
- Hans Sachs (Leipzig 1840)
- Casanova (Leipzig 1841)
- Der Wildschütz (Leipzig 1842)
- Undine (Magdeburg 1845)
- Der Waffenschmied (Wien 1846)
- Zum Großadmiral (Leipzig 1847)
- Regina („Freiheitsoper“, entstanden in Wien 1848, zu Lebzeiten Lortzings nicht aufgeführt; nach Lortzings Handschrift, in bearbeiteter Fassung, zum ersten Mal in Berlin 1899)
- Rolands Knappen oder Das ersehnte Glück (Leipzig 1849, ohne Zensurstriche zum ersten Mal 2005 in Freiberg, Sachsen)
- Die Opernprobe (Frankfurt am Main 1851)
- Der Amerikaner (unvollendet)[8]

## Weblinks

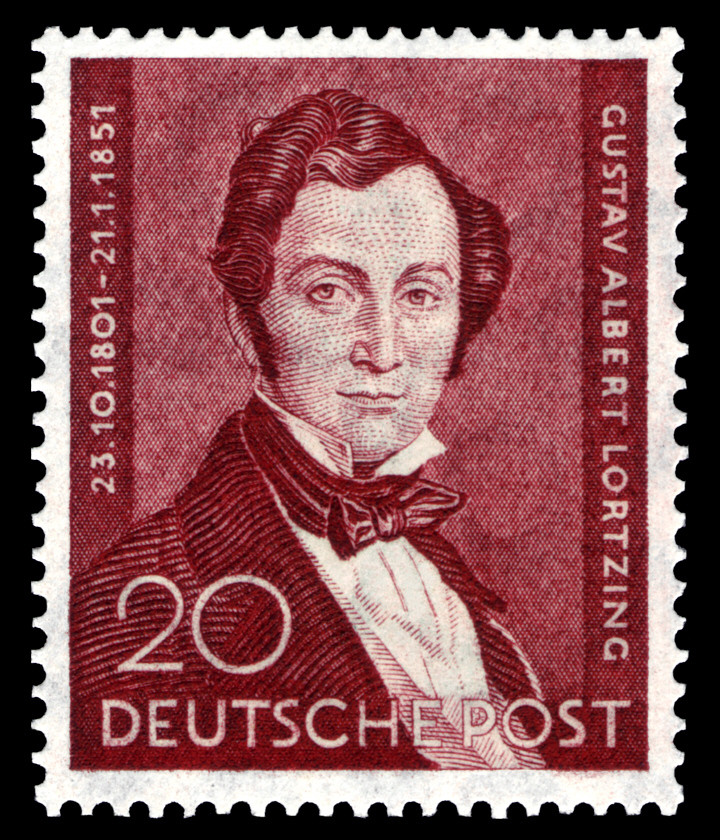
Briefmarke (1951) zum 100. Todestag